# Uciszków (gromada)
Uciszków (do 30 XII 1961 Grudynia Wielka; od 30 IV 1962 Grudynia Wielka) – dawna gromada, czyli najmniejsza jednostka podziału terytorialnego Polskiej Rzeczypospolitej Ludowej w latach 1954–1972.
Gromady, z gromadzkimi radami narodowymi (GRN) jako organami władzy najniższego stopnia na wsi, funkcjonowały od reformy reorganizującej administrację wiejską przeprowadzonej jesienią 1954 do momentu ich zniesienia z dniem 1 stycznia 1973, tym samym wypierając organizację gminną w latach 1954–1972.
Gromadę Uciszków z siedzibą GRN w Uciszkowie (obecnie Ucieszków) utworzono 31 grudnia 1961 w powiecie kozielskim w woj. opolskim, przenosząc siedzibę GRN gromady Grudynia Wielka z Grudyni Wielkiej do Uciszkowa i zmieniając nazwę jednostki na gromada Uciszków.
Gromadę Uciszków zniesiono po zaledwie czterech miesiącach, 30 kwietnia 1962, przenosząc siedzibę GRN z Uciszkowa z powrotem do Grudyni Wielkiej i zmieniając nazwę jednostki na gromada Grudynia Wielka.